# Bob Barker
Robert William "Bob" Barker (født 12. december 1923, død 26. august 2023) var en amerikansk tv-vært. Han er bedst kendt for vært rollen på CBS' The Price Is Right fra 1972 til 2007. Programmet var det længst kørende daytime quiz show i Nordamerikas tv-historie. Han gik på pension efter 35 år som vært for The Price Is Right i juni 2007.